# Vikram Seth
Vikram Seth (/ˈsɛθ/; Calcutta, 20 giugno 1952) è uno scrittore e poeta indiano, autore di diversi romanzi e libri di poesia. 

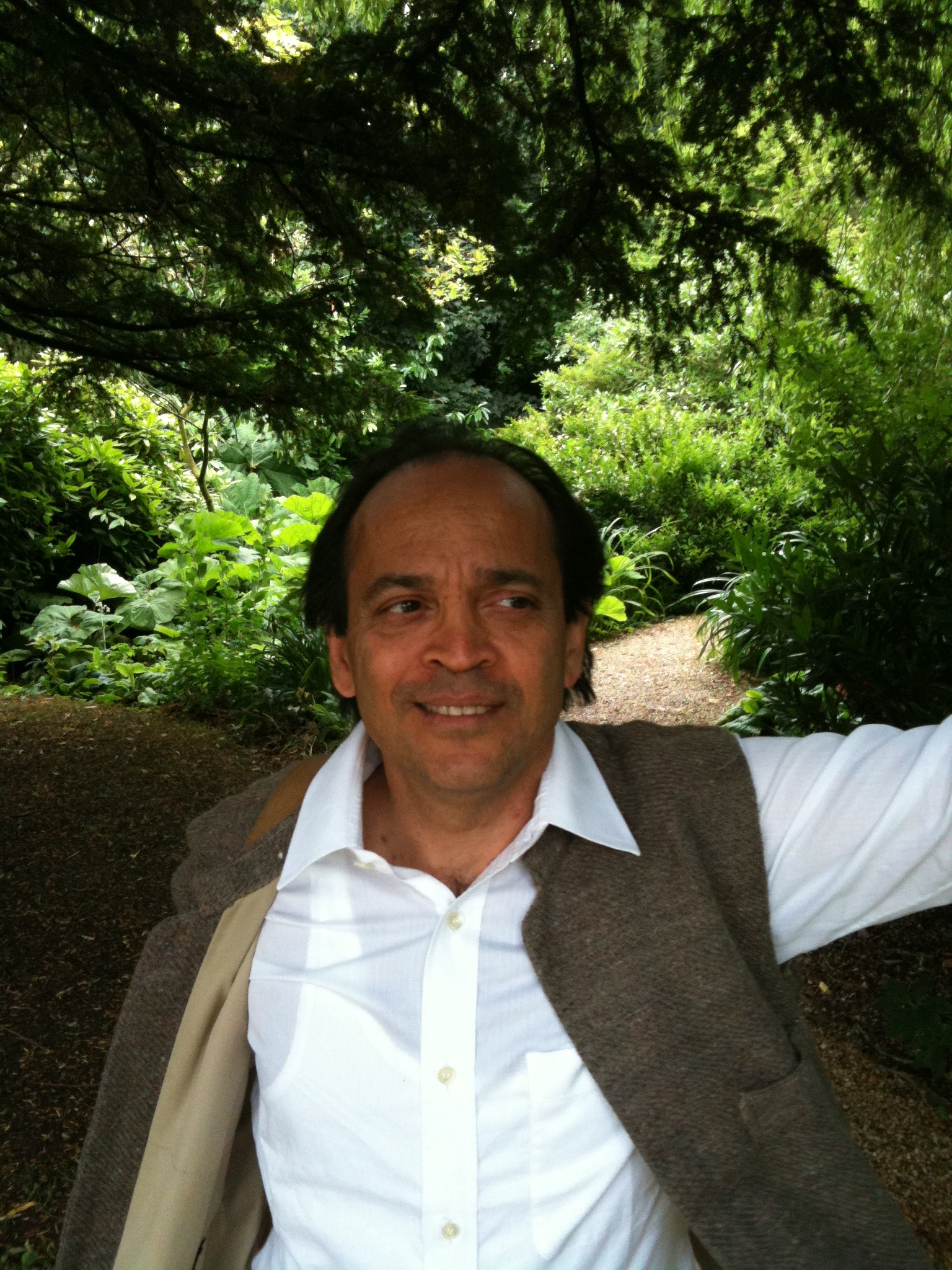
Vikram Seth

Ha ricevuto numerosi premi, tra cui Padma Shri, Sahitya Akademi Award, Pravasi Bharatiya Samman, WH Smith Literary Award e Crossword Book Award. Le sue raccolte di poesie come Mappings e Beastly Tales hanno contribuito al canone poetico della lingua inglese in India, così come le sue opere hanno concorso ad arricchire il romanzo indo-inglese, sia per la tecnica utilizzata che per le tematiche contenute.

## Biografia
Vikram Seth, il maggiore di tre figli, nasce il 20 Giugno 1952 a Calcutta, nel Bengala Occidentale, da Justice Leila Seth e Mr. Premnath Seth. Il padre fu dirigente di Bata Shoes e la madre, avvocato, divenne la prima donna giudice della Corte Suprema in India.
Nel 1954 la famiglia, per motivi di lavoro del padre, si trasferisce in Inghilterra per tre anni. Al ritorno in India, Vikram inizia i suoi studi alla Doon School a Patna, scuola molto prestigiosa, e successivamente si trasferisce nel Kent, in Inghilterra, per studiare un anno alla Tonbridge School e poi al Corpus Christi, ad Oxford. Si laurea in Filosofia, Politica ed Economia, e in quel periodo inizia anche a scrivere le sue prime poesie. Si sposta in California, dove nel 1975 ottiene una laurea magistrale in Economia alla Stanford University. Durante la sua permanenza a Stanford, il poeta Timothy Steele diventa il suo mentore e lo aiuta a sviluppare le sue capacità di scrittore e la sua creatività. Il suo dottorato di ricerca invece, lo svolge in Cina, alla Nanjing University.
Terminati i suoi studi, intraprende un viaggio in autostop attraverso la Cina, il Tibet e il Nepal per poi fare ritorno a casa dei genitori, a Delhi. Da quest’avventura trae ispirazione per Autostop per l'Himalaya, libro con cui vincerà il premio Thomas Cook Travel Book Award.
Un’altra sua passione, oltre alla scrittura, è la musica: ne sono prova il libretto commissionatogli nel 1994 dalla Baylis National Opera, Arione e il Delfino e il romanzo del 1999 Una musica costante. Sa suonare il flauto e il violoncello e ha anche preso lezioni di canto. Scrittore versatile, cosmopolita e poliglotta (è fluente in inglese, hindi, cinese, tedesco, bengali, gallese, urdu), nelle sue opere si percepisce l’influenza che hanno avuto su di lui i suoi viaggi e le culture con cui è entrato in contatto. Le sue opere sono permeate dalle tradizioni, dai riti, dalle credenze e da tutti gli aspetti della vita quotidiana che ha osservato nei luoghi in cui è stato. Affronta gli argomenti più disparati, dalla medicina al matrimonio, ma anche temi più delicati, tra i quali l’AIDS, come in Soon, in All You Who Sleep Tonight, scritto interamente con parole composte da una sola sillaba.
Nel 2006 diventa leader della campagna contro la Section 377 of the Indian Penal Code, legge contro l’omosessualità e nel 2014 firma una petizione contro la pena di morte in India.

## Produzione letteraria
Mappings è la prima raccolta di poesie, pubblicata nel 1981, nella quale Vikram esplora temi come l’amicizia, l’amore, la perdita, la solitudine, la natura. Autostop per l'Himalaya invece, pubblicato nel 1983, racconta il suo viaggio di ritorno in India passando per il Tibet. The Humble Administrator's Garden è la sua seconda raccolta di poesie, vincitrice del Commonwealth Poetry Prize, nella quale racchiude le sue diverse esperienze culturali: i viaggi in India, in Cina, in California.
Nel 1986 esce Golden Gate, un romanzo in versi sullo stile di vita delle persone americane, composto da 594 sonetti e diviso in 13 capitoli, che vince l'Annual Sahitya Akademi Award nel 1988.
Nel 1990 esce il terzo volume di poesie, All You Who Sleep Tonight: Poems. Nel 1992, scrive un libro per bambini, Beastly Tales from Here and There, composto da 10 storie in versi.
Il ragazzo giusto, diventato un bestseller internazionale, è pubblicato nel 1993 dopo ben sei anni di lavoro. Ambientato negli anni Cinquanta, nelle sue 1.349 pagine racconta la nascita dell’India indipendente e descrive al lettore la religione, la politica e le condizioni socio-culturali di quel paese. Ha vinto il WH Smith Literary Award e il Commonwealth Writers Prize.
Nel 1994 gli viene commissionata la scrittura di un’opera classica musicale, Arione e il Delfino e nel 1999 pubblica, ispirato dalla musica, Una musica costante che nel 2001 vince come miglior libro l'EMMA (Ethnic and Multicultural Media Award).
Due Vite, 2005, vince il premio Pravasai Bharatiya Samman. The Rivered Earth, 2011, opera ispirata alla poesia cinese e indiana, è composta da quattro libretti, intitolati Songs in Time of War, Shared Ground, The Traveller and Seven Elements.
Spesso trae ispirazione dalla sua stessa famiglia per i protagonisti dei suoi libri.

## Opere

### Romanzi
- Golden Gate (1986), trad. Luca Dresda, Christian Raimo, Veronica Raimo, Guanda, Parma, 2012, OCLC 883621631.
- Il ragazzo giusto (1993), trad. Lidia Perria, TEA, Milano, 2014, OCLC 955461028.
- Arione e il Delfino (1995), trad. Glauco Arneri, Mondadori, Milano, 1994, OCLC 797518817.
- Una musica costante (1999), trad. Massimo Birattari, TEA, Milano, 2014, OCLC 955458349.
- A Suitable Girl (2017)

### Poesie
- Mappings  (1980)
- The Humble Administrator's Garden (1985)
- All You Who Sleep Tonight (1990)
- Beastly Tales (1991)
- Three Chinese Poets (1992)
- At Evening (1993)
- The Frog and the Nightingale (1994)
- A Doctor's Journal Entry
- Summer Requiem: A Book of Poems (2012)
- The Eagle and The Beetle
- The Louse and the Mosquito
- Round And Round

### Libri per bambini
- Beastly Tales from Here and There (1991)

### Saggistica
- Autostop per l'Himalaya (1983), trad. Alessandro Cogolo, TEA, Milano, 2016,  OCLC 898731627.
- Due Vite (2005), trad. Stefano Beretta, TEA, Milano, 2008, OCLC 799971475.
- The Rivered Earth

## Premi e riconoscimenti
- 1983 – Thomas Cook Travel Book Award per Autostop per l'Himalaya
- 1985 – Commonwealth Poetry Prize (Asia) per The Humble Administrator's Garden
- 1988 – Sahitya Akademi Award per The Golden Gate
- 1993 – Irish Times International Fiction Prize (shortlist) per Il ragazzo giusto
- 1994 – Commonwealth Writers Prize (Overall Winner, Best Book) per il ragazzo giusto
- 1994 – WH Smith Literary Award per Il ragazzo giusto
- 1999 – Crossword Book Award per Una musica costante
- 2001 – Order of the British Empire, Officer
- 2001 – EMMA (BT Ethnic and Multicultural Media Award) per Miglior Libro/ Romanzo Una musica costante
- 2005 – Pravasi Bharatiya Samman
- 2007 – Padma Shri in Letterature e Educazione
- 2013 – The 25 Greatest Global Living Legends In Indi